# Firewind
Firewind — греческая хэви-метал-группа, для музыки которой характерно тяжёлое энгри-трэш звучание с хард-роковой и пауэр-металлической мелодикой.

## История
Группа была образована в 1998 году греческим гитаристом-виртуозом Гасом Джи, настоящее имя — Костас Карамитрудис, греч. Κώστας Καραμητρούδης) с несколькими его друзьями-музыкантами из США. После записи демо «Nocturnal Symphony» группа была подписана на Leviathan Records, но Гас увлёкся другими своими проектами — Dream Evil и Mystic Prophecy.
Записав альбомы с другими своими группами, Гас вернулся к проекту Firewind, от оригинального состава которого остался только он сам. Leviathan Records предоставили Гасу вокалиста Стефена Фредрика и ударника Брайана Харриса, а сам Гас нашёл на роль басиста своего соотечественника Константина (Костас Эксархакис). В этом составе и был записан дебютный альбом «Between Heaven and Hell».
В 2003 году состав поменялся — своё место заняли новый ударник Стиан Кристофферсен и басист (снова грек) Петрос Кристо (наст. имя — Петрсо Кристодойлидис). В таком составе был записан новый альбом Burning Earth (среди особенностей альбома можно выделить то, что вокал записывался в США, гитары, бас и клавишные — в Греции, барабаны — в Норвегии, сведение происходило в Швеции, а мастеринг — в Германии). Правда, уже перед турне по раскрутке нового альбома группа рассталась с вокалистом Стефеном Фредриком. На его место был принят Читраль Сомапала. Также в турне с группой ездил клавишник Боб Катсионис. К концу 2003-го Firewind подписали контракт с Century Media Records.
В 2005 году был записан альбом Forged by Fire, после выпуска которого группу покинул вокалист Сомпала. Как только ему была найдена замена в лице Аполло Папатанасио, группу покинул ударник Кристофферсен, место которого занял ветеран Марк Кросс. Таким образом, за исключением Кросса, группа состояла из греков, чего и хотел Гас для прочного оседания в Греции. К этому времени он полностью сосредоточился на Firewind, покинув остальные свои группы — Nightrage, Dream Evil и Mystic Prophecy.
В новом составе группа записала альбом Allegiance (2006 год), с которым и отправилась в турне. Allegiance в течение шести недель находился в топ-10 и топ-20 в Греции.
Два года спустя на Century Media Records вышел альбом The Premonition, записанный в Швеции с продюсером Фредериком Нордстемом.
В мае 2009 году Firewind, вместе с группами Stratovarius и Eden’s Curse, дали несколько концертов в Великобритании и Ирландии. После чего отыграли на фестивалях, среди которых были «Metal Dayz» в Швейцарии, «Rock Hard» в Германии), «Graspop» в Бельгии и «Tuska» в Финляндии. За весь год группа дала всего один концерт Греции, Firewind играли вместе со Scorpions и Dokken на фестивале «Creta» на Крите.
17 августа 2010 года группа выпустила сингл World On Fire. Он поступил в продажу в интернет-магазинах для платного скачивания. 
Новый альбом, получивший название Days Of Defiance вышел 26 октября 2010 в Северной Америке и 25 октября 2010 во всех остальных странах на лейбле Century Media.
В мае 2012 года был выпущен сингл Wall of Sound и сразу после него альбом Few Against Many. Летом 2012 года группа отправилась в турне по Европе. В 2013 году группа отметила своё 10-летие и рассталась с вокалистом Аполло Папатанасио.

## Состав

### Текущий состав
- Герби "Хенне Бассе" Лангханс — вокал
- Гас Джи — соло-гитара, ритм-гитара, бэк-вокал
- Петрос Кристо — бас-гитара, бэк-вокал
- Йохан Нунз — ударные

### Бывшие участники
- Аполло Папатанасио — вокал
- Стиан Кристофферсен — ударные
- Читраль Сомпала — вокал
- Брайан Харрис — ударные
- Константин — бас-гитара
- Стефен Фредрик — вокал
- Брендан Пендер — вокал
- Мэтт Скарфилд — ударные
- Марк Кросс — ударные

## Дискография
- Nocturnal Symphony (1998, Demo)
- Between Heaven and Hell (2002, Leviathan Records)
- Burning Earth (2003, Leviathan Records)
- Forged by Fire (2005, Century Media Records)
- Allegiance (2006, Century Media Records)
- The Premonition (2008, Century Media Records)
- Days of Defiance (2010, Century Media Records)[1]
- Few Against Many (2012, Century Media Records)
- Immortals (2017, Century Media Records)
- Firewind (2020)

### Синглы
Hands of Time (2016)
Ode To Leonidas (2016)